# Brudzinski-Zeichen
Das Brudzinski-Zeichen ist ein neurologisches Zeichen, das nach Jozef von Brudziński (1874–1917), einem Kinderarzt aus Warschau, benannt ist. Das Zeichen wird am entspannt auf dem Rücken liegenden Patienten getestet. Es gilt als positiv, wenn bei passivem Vorbeugen des Kopfes reflektorisch die Beine in den Kniegelenken angewinkelt werden.
Das Brudzinski-Zeichen tritt bei Zuständen mit meningealer Reizung (Meningismus) auf, insbesondere bei Hirnhautentzündung (Meningitis), aber auch bei Entzündung des Gehirns (Enzephalitis) oder einer Subarachnoidalblutung.